# Primer Triumvirat (Argentina)
El primer triumvirat va ser l'òrgan executiu que va governar les Províncies Unides del Riu de la Plata entre el 23 de setembre del 1811 i el 8 d'octubre del 1812. Era un cos col·legiat integrat per tres membres.
Va ser establert després que el Cabilo de Buenos Aires derogués a la Junta Grande amb la finalitat de tornar a les tendències centralistes de la Primera Junta. Els seus membres van ser:
- Des del 23 de setembre del 1811: Feliciano Antonio Chiclana, Manuel de Sarratea i Juan José Paso.[1]
- Des de l'abril del 1812: Feliciano Antonio Chiclana, Manuel de Sarratea i Juan Martín de Pueyrredón.[2]

## Origen del Primer Triumvirat
Després de produir-se la Revolució de Maig al 1810, la Junta Grande era el cos que havia de representar l'opinió pública de les ciutats de l'interior, però l'acció executiva de la mateixa es veia travada pel seu excés nombre de membres, i l'oposició acusava a la Junta Grande d'inoperant. La falta d'un reglament dificultava les seves funcions perdent el temps en discussions sobre la forma, postergant així altres assumptes més importants.
La campanya del cabildo per a desprestigiar a la Junta Grande es va incrementar després que les tropes realistes (sota el comandament del general José Manuel de Goyeneche) derrotessin a les tropes revolucionàries de l'Exèrcit del Nord a la batalla d'Huaqui el 20 de juny del 1811.
La decisió de Corneli Saavedra, president de la Primera Junta d'encarregar-se personalment de la reorganització de l'Exèrcit del Nord, va donar lloc a una revolta del sector que donava suport a Mariano Moreno, que va aprofitar la seva absència per a forçar la elecció de dos nous vocals per Buenos Aires per a la Junta. Quasi al mateix temps, es va decidir concentrar el poder en un triumvirat, format pels dos nous diputats de Buenos Aires Feliciano Antonio Chiclana i Juan José Paso, i també per un tercer que va ser el més votat pels electors que havien participat en aquesta elecció: Manuel de Sarratea. D'aquesta forma, el poder representatiu de la Junta quedava reduït a la representació dels partits (si és que se'ls hi pot donar aquest nom) de la capital.
La formació del triumvirat no significava –almenys en un principi– la dissolució de la Junta Grande, sinó la seva transformació en una Junta Conservadora amb atribucions legislatives. Estava formada pels membres de la dissolta Junta Grande, però dels quals quedaven expressament exceptuats Cornelio Saavedra i Joaquin Campana.
| Integrants inicials del Primer Triumvirat - Feliciano Antonio Chiclana - Manuel de Sarratea - Juan José Paso |

| Integrants del Primer Triumvirat a l'abril del 1812, després de la sortida de Juan José Paso - Feliciano Chiclana - Manuel de Sarratea - Juan Martín de Pueyrredón |

Secretaris sense vot:
- Bernardino Rivadavia
- José Julián Pérez
- Vicente López i Planes

## Centralització política
La Junta conservadora es va abocar a la tasca d'elaborar un document per a establir les atribucions de cada poder i el funcionament del govern. Per a fer-ho, van redactar el 22 d'octubre del 1811 un Reglament Orgànic que adoptava el principi de divisió de poders. Segons aquest, el Poder legislatiu residia a la Junta conservadora de la Sobirania del senyor Ferran VII i de les lleis nacionals amb facultat per a declarar la guerra, firmar la pau, tractats de límits, crear tribunals i nombrar als individus del Poder executiu. El triumvirat desenvoluparia el Poder Executiu que respondria davant la Junta. El Poder Judicial, independent, era exercit per la Reial audiència de Buenos Aires.
El triumvirat, considerant que la Junta Conservadors es reservava uns poders excessius, la va dissoldre, deixant sense efecte el reglament orgànic i assumint la totalitat del govern.
Per a justificar la seva acció i organitzar el govern, el 22 de novembre del 1811 va sancionar l'Estatut Provisional que el facultava per assumir el govern i "adoptar quantes mesures s'estimessin necessàries per a la defensa i salvació de la Pàtria". Va adoptar el títol de Govern Superior Provisional de les Províncies Unides del Riu de la Plata.
Al desembre del 1811 va esclatar un cop d'Estat contra el triumvirat que va tenir el seu epicentre al Regiment de Patricis. El motí de les Trenes es va desencadenar quan el triumvirat es va disposar a substituir al comandant del Regiment, Corneli Saavedra, per Manuel Belgrano, el que va produir que els soldats i suboficials del mateix es neguessin a acatar algunes ordres del govern. Després que les tropes lleials al Triumvirat reprimissin el motí, el Triumvirat va disposar l'expulsió dels diputats de l'interior, acusats d'haver contribuït a la revolta.
Demostrant la seva tendència centralista, el triumvirat va suprimir les juntes provincials el 23 de desembre del 1811, substituint-les per governadors i els seus delegats elegits per aquests. Aquests eren, en la seva gran majoria, habitants de Buenos Aires.
També es va posposar la definició de la declaració de la independència, i la sanció d'una constitució. Es va iniciar una etapa d'un marcat centralisme, i es va fonamentar en la idea que era necessària la concentració del comandament per a conduir al país enmig de la guerra: Les decisions es prenien a la capital i havien d'arribar a totes les províncies.
Al gener del 1812 es va suprimir la Reial Audiència de Buenos Aires, creant una càmara d'Apel·lacions.

## Govern
Entre les mesures del Triumvirat es compten:
- Declaració de la llibertat de premsa.
- Aprovar la llei de seguretat individual.
- Crear la cambra d'apel·lacions
- Crear el reglament de les institucions i de l'Administració de Justícia.
- Crear el Govern d'Intendència de la Província de Buenos Aires, el 13 de gener del 1812.
- Ordenar a Manuel Belgrano portar tropes patriotes per a protegir el poble de Rosario dels atacs navals espanyols que partien des de Montevideo.
- Aprovar la utilització de la escarapela blanca i celeste, per al seu ús a l'exèrcit, el 18 de febrer del 1812.
- Nombrar a Manuel Belgrano general en cap de l'Exèrcit del Nord, el 18 de febrer del 1812.

Ordenar al tinent coronel José de San Martín la formació d'un cos especial de cavalleria, que seria conegut amb el nom de Regiment de Granaders a cavall, el 16 de març del 1812.
- Fundar la Comissió d'Immigració que va constituir la primera entitat establerta per a fomentar la immigració i colonització del territori, el 4 de setembre del 1812. Les Guerres per la Independència van impedir-ne el seu funcionament. Va ser reactivada uns anys més tard, quan Bernardino Rivadavia va ser ministre del govern de la província de Buenos Aires, el 1824 i va ser dissolta el 20 d'agost del 1830 per ordre de Juan Manuel de Rosas.

## La política enfront a Espanya
El primer Triumvirat - influenciat pel seu secretari, Bernardino Rivadavia - va mantindre la política d'aparent fidelitat al rei Ferran VII d'Espanya, postergant tota definició sobre el tema de la independència i la constitució, tot i que la guerra contra els realistes continuava. El Regne Unit de Gran Bretanya i Irlanda, aliat d'Espanya a la guerra contra Napoleó Bonaparte, aconsellava mantenir el reconeixement del rei espanyol captiu. Per aquesta raó es va ordenar a Manuel Belgrano que guardés la bandera celeste i blanca que havia presentat a les tropes als barrancs del Riu Paranà el 27 de febrer del 1812.
Estratègicament el triumvirat es va replegar a posicions defensives: Al litoral les forces del Regne Unit de Portugal, Brasil i Algarve avançaven sobre la Banda Oriental per ajudar els realistes de Montevideo. El triumvirat va decidir negociar un armistici el 20 d'octubre del 1811 amb el Virrei Francisco Javier de Elío pel que es va finalitzar el Setge de Montevideo. L'acord establia que tant les tropes de Buenos Aires com les portugueses es retirarien de la Banda Oriental, que junt amb els pobles d'Entre Ríos de Gualeguay, Gualeguaychú i Concepción del Uruguai quedaven en poder espanyol.
Per una altra banda, es va ordenar a Belgrano que, en cas d'un avenç realista pel nord, es replegués fins a Córdoba, abandonant la totalitat de la província de Salta, que en aquells moments incloïen també les actuals províncies de Jujuy, Tucumán, Santiago del Estero i Catamarca.

## L'oposició
El principal cap dels gautxos de la Banda Oriental, José Gervasio Artigas, va rebutjar l'acord celebrat entre el triumvirat i els realistes i es va traslladar al Campament d'Ayuí, seguit en gran part per la població oriental, episodi conegut com a Èxode del poble oriental.
L'1 de juliol del 1812, el ministre Bernardino Rivadivia va descobrir una conspiració d'espanyols contra el govern. Durant les investigacions, basades en proves i confessions extremadament sospitoses, Rivadavia va estendre l'acusació a Martín d'Àlzaga, heroi de l'època de les Invasions Angleses, i a un extens grup de partidaris, quasi tots espanyols.
Àlzaga i els seus presumptes seguidors van ser sotmesos a un procés criminal secret i expeditiu, pel qual van ser condemnats a mort. Les execucions van començar el 4 de juliol, i en total van ser executats més de trenta homes, inclosos caps militars, frares i comerciants. Els seus bens van ser exposats. Hi ha, per tant, els dubtes que la conspiració hagués sét real i si en realitat la inclusió d'Àlzaga entre els acusats no hagués sét una venjança personal de Rivadavia per un vell enfrontament.

## La Lògia Lautaro i la Societat Patriòtica
Durant el Triumvirat, un grup de joves americans, que havien integrat a l'exèrcit espanyol a la lluita contra Napoleó, van arribar a Buenos Aires al març del 1812. El seu objectiu era lluitar per la independència d'Hispanoamèrica. Havien ingressat a les lògies secretes liberals que actuaven a Europa, dependents de la Gran Unió Americana organitzada per Francisco de Miranda a Londres. El triumvirat els va incorporar a l'exèrcit i els va reconèixer el grau militar.
Entre ells es destacaven José de San Martín, a qui el govern li va encomanar l'organització d'un cos de cavalleria - El regiment de Granaders a Cavall - i Carlos María d'Alvear, integrant d'una de les principals famílies de Buenos Aires.
Al cap de poc d'arribar van organitzar una societat secreta, la Lògia Lautaro amb la finalitat de lluitar per la independència i l'organització constitucional a Amèrica, enfortir la unitat política i militar de la revolució i planejar una estratègia global contra el poder dels espanyols. Van incorporar personalitats que sostenien l'ideal emancipat, com Bernardo de Monteagudo, líder de la Societat Patriòtica.
La Lògia matriu, residia a Buenos Aires; El seu president era Alvear essent el seu vicepresident San Martín. Tenia a més, filials a l'interior. Els membres s'anomenaven germans, tenien un codi per a comunicar-se i es comprometien a consultar a la Lògia en cas de ser elegits per a integrar el govern.
Al cap de poc temps, els joves de la Societat Patriòtica, que inicialment recolzaven el govern, van començar a criticar-lo. Des de diferents diaris insistien sobre la necessitat de declarar la independència i de reunir un congrés que sancionés una constitució. Amb el pas del temps, les mires de la Lògia i de la Societat Secreta van arribar a confluir en una oposició conjunta.

## El final: Revolució del 8 d'octubre del 1812
L'acció dels membres del Triumvirat va estar limitada per successives lluites pel poder. Amb aquest govern els morenistes van aconseguir neutralitzar als seus adversaris, però les lluites internes i l'amenaça d'una invasió del Brasil Portuguès van minar el seu poder.
A principis d'octubre va arribar a la capital la notícia de que, contradient les ordres del triumvirat, el general Manuel Belgrano, cap de l'Exèrcit del Nord, s'havia enfrontat a la invasió realista a la batalla de Tucumán, aconseguint una victòria important. Aquesta notícia va ensorrar el prestigi que havia pogut mantenir el triumvirat.
José de Sant Martín, conjuntament amb els membres de la Lògia Lautaro i la Societat Patriòtica van coincidir en privilegiar l'organització de l'Exèrcit alliberador i la declaració de la Independència. La lògia va intentar arribar al poder donant suport a la candidatura de Bernardo de Monteagudo, a la renovació dels membres del triumvirat estipulada per a l'octubre del 1812. El triumvirat va aconseguir el rebuig de Monteagudo i la elecció de Pedro Medrano, proper a Rivadavia, assegurant la continuïtat de la seva política.
Com a conseqüència de tancar-se el camí al govern, es va produir la Revolució del 8 d'octubre del 1812. La lògia va planificar un cop d'Estat i van ocupar la Plaça de Maig a la matinada del 8 d'octubre, amb les tropes del Regiment de Granaders a Cavall sota el comandament de Sant Martín, i el Batalló dels Arribenys, sota el comandament de Francisco Ortiz de Ocampo. Per la seva banda, la Societat Patriòtica va recórrer a les peticions públiques i a la mobilització dels veïns
Després de certes vacil·lacions, va renunciar al govern i el cabildo va constituir el Segon Triumvirat, que estava en sintonia amb la Lògia Lautaro. L'elecció va ser ratificada pel poble.